# Группа армий «Ф»
Группа армий «Ф» (нем. Heeresgruppe F) — одна из групп армий вооружённых сил Германии во время Первой и Второй мировых войн.

## Первая мировая война
Группа армий «Ф» была создана во время Первой мировой войны. Она базировалась в Турции и состояла из 4-й, 7-й и 8-й турецких армий. Командовал с 25 февраля 1918 по 11 ноября 1918 генерал кавалерии Отто Лиман фон Сандерс.

## Вторая мировая война
Группа армий «Ф» была сформирована 12 августа 1943 года в XIII военном округе под управлением штаба особого назначения оберквартимейстера. С 26 августа 1943 года командующий группой армий генерал-фельдмаршал Максимилиан фон Вейхс был наделён полномочиями главнокомандующего на Юго-Востоке (нем. Oberbefehlshaber Südost). Соответственно, штаб группы армий назначили главнокомандованием на Юго-Востоке. В подчинении группы армий находились все немецкие войска в Независимом государстве Хорватия (НГХ), а также на оккупированных территориях Сербии, Черногории, Греции, Албании и прилегающих островах Средиземного моря. Также командование группы армий фактически осуществляло руководство войсками НГХ, сербских и других коллаборационистских формирований в зоне своей ответственности. До второй половины 1944 года главной задачей подразделений группы армий было осуществление оккупационных функций и борьба с партизанским движением на территориях Греции и Югославии. В результате Болгарской операции советские войска заняли Болгарию и вышли на болгарско-югославскую границу, начав боевые действия с войсками группы армий «Ф». В ходе Белградской операции Красной Армии войска группы армий «Ф» в Сербии были разбиты и отступили в Южную Венгрию и на территорию НГХ, где образовали Сремский фронт. Часть сил группы армий «Ф» участвовала в Батинской битве. 25 марта 1945 группа армий «Ф» была расформирована, а её задачи возложены на группу армий «Е».

## Боевой состав группы армий «Ф»
Октябрь 1943
- Штаб группы армий «Ф»
- 521-й полк связи группы армий «Ф»
- Группа армий «E» — командующий генерал-полковник Александер Лёр
- 2-я танковая армия — командующий генерал-полковник Лотар Рендулич

Октябрь 1944
- Штаб группы армий «Ф»
- 521-й полк связи группы армий «Ф»
- Группа армий «E» — командующий генерал-полковник Александер Лёр
- 2-я танковая армия — командующий генерал от артиллерии Максимилиан де Ангелис
- Армейская группа «Сербия» — командующий генерал инфантерии Ханс-Густав Фельбер

Февраль 1945
- Штаб группы армий «Ф»
- 521-й полк связи группы армий «Ф»
- 69-й армейский корпус — генерал инфантерии Хельге Аулеб
- Группа армий «E» — командующий генерал-полковник Александер Лёр

## Командующий группой армий
- генерал-фельдмаршал Максимилиан фон Вейхс (26.08.1943-25.03.1945)